# Aeroportul Breiðdalsvík
Aeroportul Breiðdalsvík (IATA: BXV, ICAO: BIBV) este un aeroport din Breiðdalsvík⁠(d), Breiðdalshreppur⁠(d), Islanda ce deservește zona Breiðdalsvík⁠(d). A fost numit după zona deservită.
Situat la o altitudine de 2 m, aeroportul dispune de o singură pistă.